# Pena de muerte en Colombia

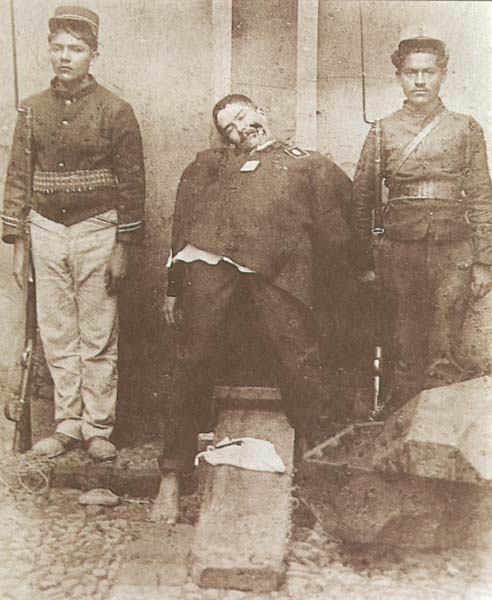
Ejecución en Medellín, hacia 1906.

La pena de muerte en Colombia fue abolida en 1910, la última ejecución tuvo lugar en 1909 aunque, según la constitución de 1886, "el legislador no puede en ningún caso imponer la pena capital". El artículo 11 de la Constitución de Colombia de 1991 establece que "El derecho a la vida es inviolable. No habrá pena de muerte"..

## Historia

### SigloXIX
El primer avance hacia la abolición de la pena capital en Colombia se dio durante el mandato del presidente José Hilario López en 1851, fue durante el gobierno liberal de López que la pena de muerte por delitos políticos fue eliminada de los estatutos en el país.
La pena de muerte continuaría siendo abolida lentamente por los diversos estados federales que en aquel momento constituían la Confederación Granadina hasta ser abolida totalmente por la constitución de los Estados Unidos de Colombia en 1863, la cual establecía la "inviolabilidad de la vida humana".
Sin embargo la pena capital resurgiría durante la Regeneración, siendo plasmada en el artículo 29 de la Constitución de 1886 gracias al impulso de juristas como Demetrio Porras. Este nuevo ordenamiento prohibió la pena de muerte para delitos políticos y la ordenó para los crímenes de traición a la patria en guerra extranjera, parricidio (incluyendo muerte de ascendiente, descendiente o cónyuge), asesinato (equivalente al delito de homicidio agravado actual), incendio, asalto en cuadrilla de malhechores, piratería y "ciertos delitos militares definidos por las leyes del Ejército".
Aunque la constitución prohibía la aplicación de la pena de muerte por delitos políticos, la misma fue usada ampliamente por el gobierno conservador para realizar ejecuciones sumarias a las fuerzas liberales durante la guerra de los Mil Días. El argumento legal usado era darle el trato de delincuentes comunes a los soldados liberales, condenándoles así por delitos de "traición a la patria y asalto en cuadrilla de malhechores". Otras irregularidades durante este periodo pusieron en cuestión la equidad en la aplicación de la ley, como el frecuente uso de la "gracia presidencial" (es decir la conmutación de la pena por el presidente) cuando el condenado a muerte era una persona de la alta sociedad, privilegio que los delincuentes de clase baja rara vez recibían.

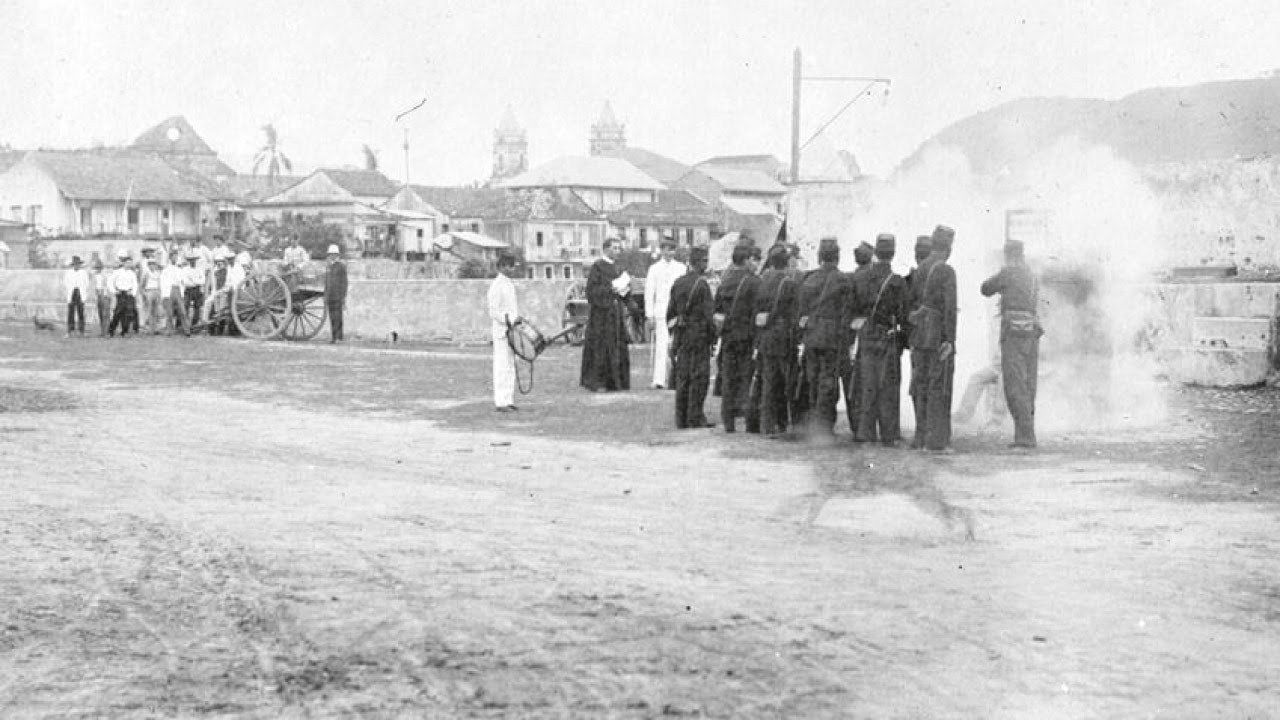
fusilamiento de Victoriano Lorenzo en el antiguo Departamento de Panamá 1903

Durante este periodo ocurrió un alto grado de censura social contra la pena capital. Aunque las ejecuciones se realizaban con frecuencia de manera abierta al público, la gente se rehusaba a asistir y las calles quedaban desiertas cuando se anunciaba que iba a haber un fusilamiento. Los mismos verdugos tenían gran dificultad para realizar su trabajo, lo cual irónicamente causaba sufrimiento innecesario a los reos, pues a los ejecutores se les dificultaba apuntar correctamente, necesitando múltiples disparos para terminar el trabajo.

### La abolición definitiva en 1910
La pena de muerte se abolió definitivamente en Colombia de acuerdo con el Acto Legislativo n.º 3 de 1910. La reforma se dio como parte del marco de la reforma constitucional del mismo año, impulsada por la Unión Republicana. Dicha reforma se dio en reacción al conservadurismo de la constitución de 1886 y el liberalismo de la de 1863, buscando encontrar un punto en punto medio entre los dos partidos que garantizara el estado de derecho.

### Después de la abolición

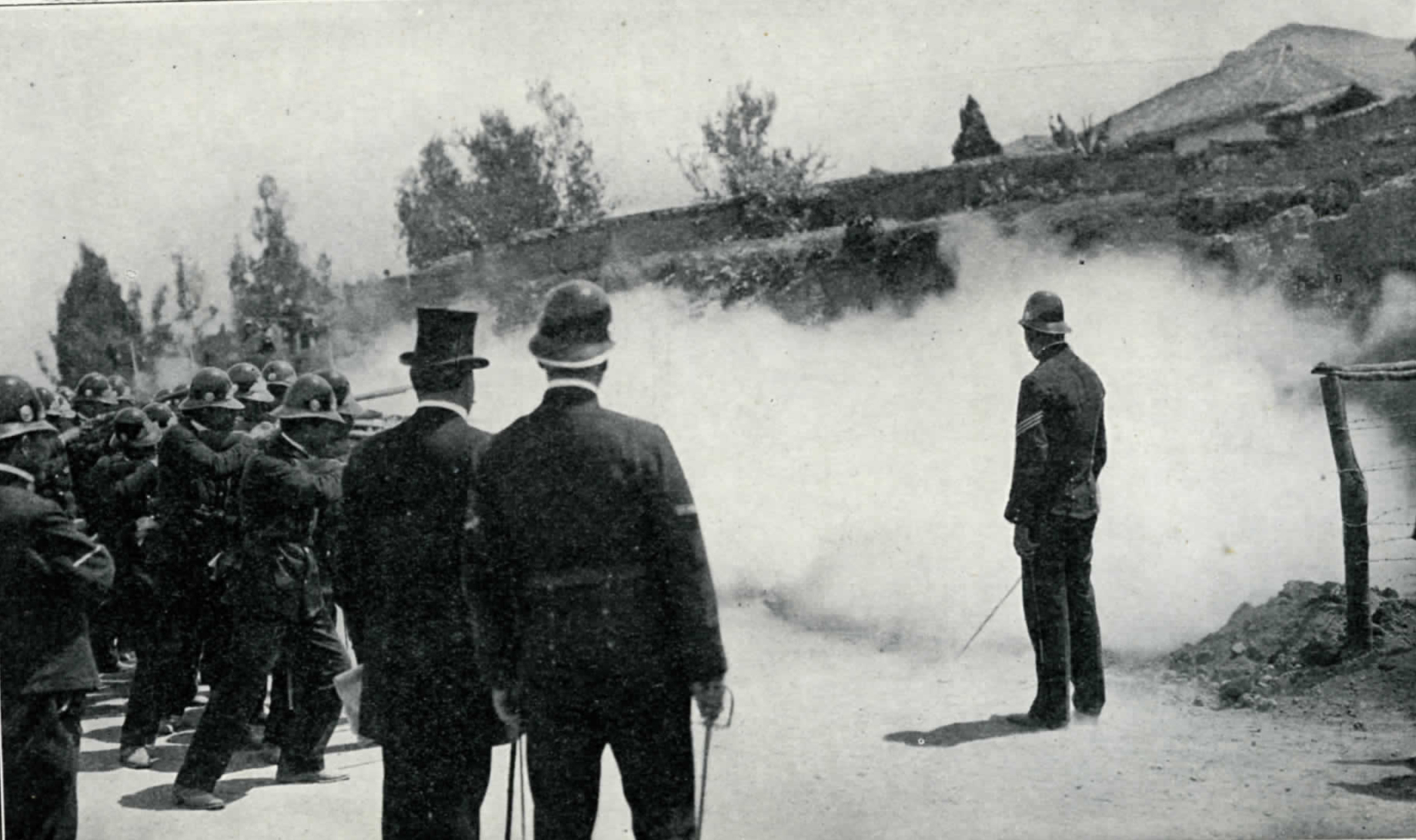
Autores del intento de asesinato contra el presidente Rafael Reyes Prieto, siendo ejecutados, 1907.

En un anuncio hecho el 21 de febrero de 1996 por el presidente de la República de Colombia, Ernesto Samper, este último anunció que planeaba presentar al Congreso un proyecto de ley que permite el restablecimiento de la pena de muerte para los perpetradores del secuestro, las masacres y los homicidios de personas indefensas. El objetivo de esta propuesta era en teoría el combatir el secuestro que se estaba volviendo común en Colombia. Sin embargo el proyecto no da frutos pues, el 5 de agosto de 1997, Colombia ratifica el "Segundo Protocolo Facultativo del Pacto Internacional de Derechos Civiles y Políticos, destinado a abolir la pena de muerte", convirtiéndose en el trigésimo primer estado en ratificar este tratado internacional adoptado y proclamado por la Asamblea General de las Naciones Unidas el 15 de diciembre de 1989.
El 13 de septiembre de 2010, el presidente colombiano Juan Manuel Santos promulgó la Ley N ° 1410 de 2010, por la que se aprueba el "Protocolo a la Convención Americana Sobre Derechos Humanos Relativos a la Abolición de la Pena de Muerte". Este último había sido adoptado previamente por la Asamblea General de la Organización de los Estados Americanos el 8 de junio de 1990 en Asunción, Paraguay. En este protocolo, se reconoce en particular que "todos tienen el derecho inalienable de respetar su vida y que este derecho no puede suspenderse por ningún motivo" y que "la aplicación de la pena de muerte tiene consecuencias irreparable que impide la recuperación de cualquier error judicial y elimina la posibilidad de corrección y reeducación del acusado".